# Évricourt
Évricourt est une commune française située dans le département de l'Oise en région Hauts-de-France.
Ses habitants sont les Ebroaldiens ou Ebroïciens.

## Géographie

### Description
Évricourt est un village périurbain du Noyonnais dans l'Oise, situé au pied du mont de Cuy et dans la vallée de la Divette, à 7 km à l'ouest de Noyon, 20 km au sud-est de Roye, 16 km à l'ouest de Chauny, 32 km au nord-ouest de Soissons et 22 km au nord-est de Compiègne.
Il est aisément accessible depuis les grands axes du secteur : les anciennes RN 32 et RN 334) actuelles RD 1032 et 934). L'autoroute A1 peut être rejointe à Roye.
En 1850, Louis Graves indiquait que « cette petite commune est située au pied du mont de Cuy, dans la vallée de la Divette ; son territoire très-borné comprend une
superficie presque circulaire sur la pente de la colline; le chef-lieu est rapproché de la limite méridionale qui est déterminée par la rivière ».

### Hydrographie

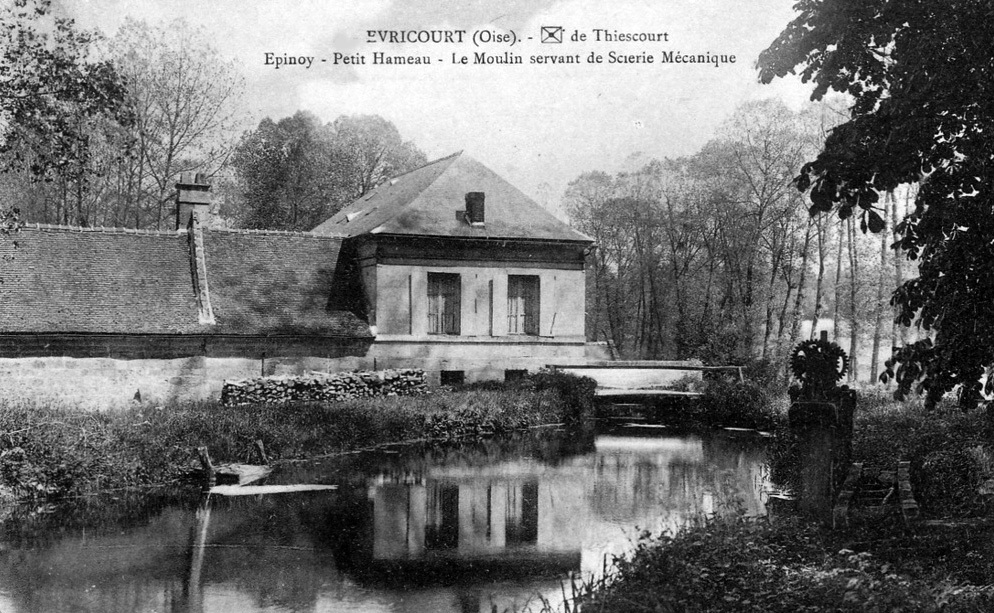
Le moulin d'Epinoy dans les sannées 1920.

Le territoire communal est limité au sud par le lit de la Divette, un affluent de l'Oise et donc un sous-affluent de la Seine.
Le moulin à eau d'Épinoy  est attesté au XIIIe siècle et constituait une propriété du  chapitre de la cathédrale Notre-Dame de Noyon. Il broyait alors du blé. Incendié, il est reconstruit en 1855 par son propriétaire, M. Reneufve, puis est reconverti à la fin du XIXe siècle par Armand Lepage pour fournir l'énergie  d'une fabrique de roues en bois qui cesse dans les années 1930. Le moulin est endommagé durant les guerres, et sa roue motrice est remplacée par une turbine. Après l’arrêt de l’activité, le moulin devient une habitation,.
Dans le cadre de la remise en fond de vallée du lit  de la Divette, des travaux de restitution de son lit ont été menées en 2019  dans le secteur du moulin d'Épinoy afin de rétablir la dynamique de la rivière, et donc permettra le libre écoulement des sédiments, faciliter le passage des poissons et le stockage des eaux en période de crue,
Une pisciculture y aménagée afin d’accueillir des truitelles qui, élevées par les bénévoles, peuplent ensuite l’affluent une fois qu’elles ont atteint la taille de 25 centimètres.
La rivière est bordée de zones humides et de marais.

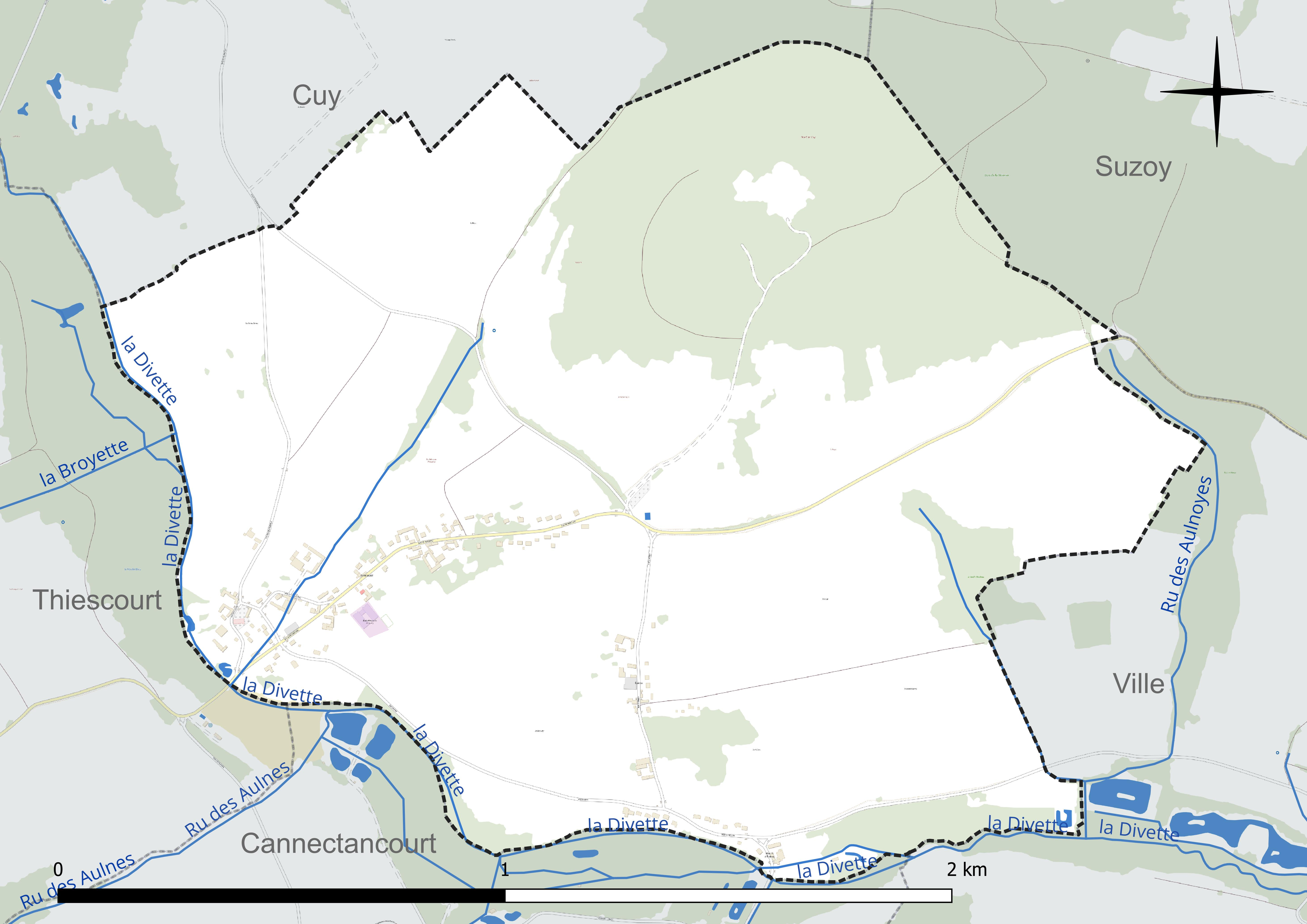
Réseau hydrographique d'Évricourt.

### Climat
Pour des articles plus généraux, voir Climat des Hauts-de-France et Climat de l'Oise.
En 2010, le climat de la commune est de type climat océanique dégradé des plaines du Centre et du Nord, selon une étude du CNRS s'appuyant sur une série de données couvrant la période 1971-2000. En 2020, Météo-France publie une typologie des climats de la France métropolitaine dans laquelle la commune est exposée à un climat océanique et est dans la région climatique  Nord-est du bassin Parisien, caractérisée par un ensoleillement médiocre, une pluviométrie moyenne régulièrement répartie au cours de l’année et un hiver froid (3 °C). 
Pour la période 1971-2000, la température annuelle moyenne est de 10,6 °C, avec une amplitude thermique annuelle de 14,8 °C. Le cumul annuel moyen de précipitations est de 716 mm, avec 11,4 jours de précipitations en janvier et 8,6 jours en juillet. Pour la période 1991-2020, la température moyenne annuelle observée sur la station météorologique la plus proche, située sur la commune de Margny-lès-Compiègne à 17 km à vol d'oiseau, est de 11,2 °C et le cumul annuel moyen de précipitations est de 633,5 mm,. Pour l'avenir, les paramètres climatiques de la commune estimés pour 2050 selon différents scénarios d'émission de gaz à effet de serre sont consultables sur un site dédié publié par Météo-France en novembre 2022.

## Urbanisme

### Typologie
Au 1er janvier 2024, Évricourt est catégorisée commune rurale à habitat dispersé, selon la nouvelle grille communale de densité à sept niveaux définie par l'Insee en 2022.
Elle est située hors unité urbaine. Par ailleurs la commune fait partie de l'aire d'attraction de Compiègne, dont elle est une commune de la couronne,. Cette aire, qui regroupe 101 communes, est catégorisée dans les aires de 50 000 à moins de 200 000 habitants,.

### Occupation des sols
L'occupation des sols de la commune, telle qu'elle ressort de la base de données européenne d’occupation biophysique des sols Corine Land Cover (CLC), est marquée par l'importance des territoires agricoles (68,1 % en 2018), une proportion identique à celle de 1990 (68,1 %). La répartition détaillée en 2018 est la suivante : 
terres arables (53,3 %), forêts (23,7 %), zones agricoles hétérogènes (14,7 %), zones urbanisées (8,2 %). L'évolution de l’occupation des sols de la commune et de ses infrastructures peut être observée sur les différentes représentations cartographiques du territoire : la carte de Cassini (XVIIIe siècle), la carte d'état-major (1820-1866) et les cartes ou photos aériennes de l'IGN pour la période actuelle (1950 à aujourd'hui).

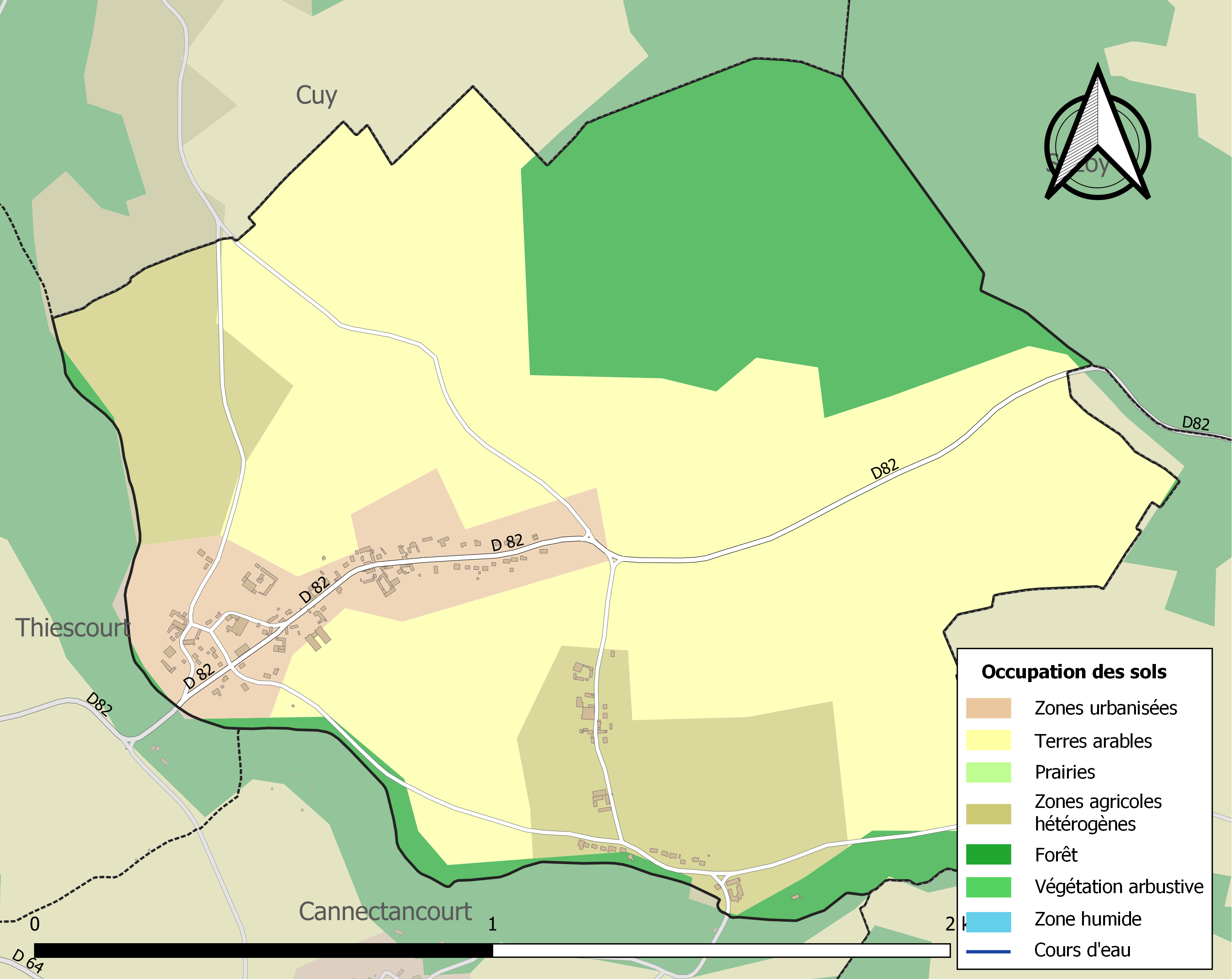
Carte des infrastructures et de l'occupation des sols de la commune en 2018 (CLC).

### Lieux-dits, hameaux et écarts
La commune compte un hameau, Épinoy, sur la Divette. En 1850, il comptait quinze maisons.

### Habitat et logement
En 2019, le nombre total de logements dans la commune était de 95, alors qu'il était de 89 en 2014 et de 82 en 2009.
Parmi ces logements, 90,5 % étaient des résidences principales, 4,2 % des résidences secondaires et 5,3 % des logements vacants. Ces logements étaient pour 98,9 % d'entre eux des maisons individuelles et pour 1,1 % des appartements.
Le tableau ci-dessous présente la typologie des logements à Évricourt en 2019 en comparaison avec celle de l'Oise et de la France entière. Une caractéristique marquante du parc de logements est ainsi une proportion de résidences secondaires et logements occasionnels (4,2 %) supérieure à celle du département (2,4 %) et à celle de la France entière (9,7 %). Concernant le statut d'occupation de ces logements, 82,4 % des habitants de la commune sont propriétaires de leur logement (87,3 % en 2014), contre 61,4 % pour l'Oise et 57,5 pour la France entière.
| Typologie                                               | Évricourt | Oise | France entière |
| ------------------------------------------------------- | --------- | ---- | -------------- |
| Résidences principales (en %)                           | 90,5      | 90,4 | 82,1           |
| Résidences secondaires et logements occasionnels (en %) | 4,2       | 2,4  | 9,7            |
| Logements vacants (en %)                                | 5,3       | 7,1  | 8,2            |

### Voies de communication et transports
La commune est desservie, en 2023, par les lignes 675 et 6307 du réseau interurbain de l'Oise.

## Toponymie
La localité a été désignée comme Ebraldocurtis en 775, Evericourt en 1570.
Il s'agit d'une dénomination constituée à partir d'un nom de personne, dérivé de “Ebroald” en germain ou en latin “Evri”, et de “curtis” en latin, en français moderne Court, signifiant le domaine d’Ebroaldo.

## Histoire
Autrefois, au centre du territoire communal se trouvait Dive-le-Franc, dont la seigneurie est donnée, en 1390 , à la cathédrale de Noyon, par Garnier-Gérault, curé de Saint-Jean-en-Grève, à Paris. Louis Graves indiquait en 1850 : « On prétend que ce lieu était le véritable centre du pays, et qu'Evricourt n'a été bâti qu'après la destruction de Dive-le-Franc,
qui a disparu en entier; on retrouve à peine quelques vestiges de fondations sur son emplacement ».
Au Haut Moyen Âge, l'Abbaye de Saint Denis possédait  des biens à Evricourt, dont elle avait été dépouillée ; Pépin le Bref, maire du palais, par un jugement rendu en 751, après la vérification de ses titres, et après une enquête contradictoire, ordonnela restitution à l'abbaye de ce qui lui appartenait.
Sous l'Ancien Régime, la paroisse d'Évricourt relevait du bailliage, de l'élection de Noyon et
de la Généralité de Soissons. Les grosses dîmes étaient perçues par les chanoines de la cathédrale Notre-Dame de Noyon.
En 1850, on comptait sur le territoire communal un moulin à eau et deux moulins à vent.

### Première Guerre mondiale
L'ancien hameau de Marquency, qui comptait quelques maisons, a été détruit durant la Première Guerre mondiale. Le lieu-dit les Aulnes de Marquecy, situé au nord du village, est le seul souvenir de ce hameau.
Le village est occupé par l'armée allemande dès le 30 août 1914 jusqu'au 18 mars 1917 lors de son repli sur la ligne Hindenburg loirs de l'Opération Alberich. Les hommes restés sur place sont déportés en Allemagne au début de cette occupation. L'armée française devient alors maître du village, qui reste en zone avancée sous contrôle militaire strict. Il est réoccupé par les Allemands de juin à fin, août 1918,.
Le village est considéré comme détruit à la fin de la guerre et a  été décoré de la Croix de guerre 1914-1918, le 21 février 1921.

Évricourt pendant la Première Guerre mondiale
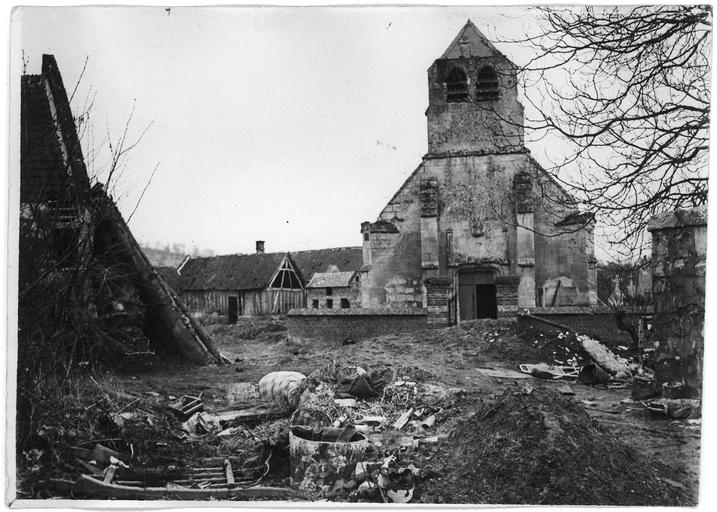
Le village détruit, en 1917.
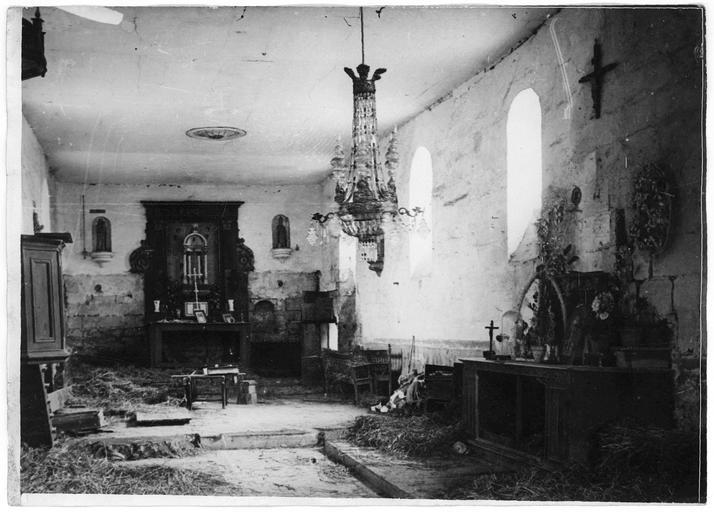
Intérieur de l'église

## Politique et administration

### Rattachements administratifs et électoraux

#### Rattachements administratifs
La commune se trouve dans l'arrondissement de Compiègne du département de l'Oise.
Elle faisait partie depuis 1793 du canton de Lassigny. Dans le cadre du redécoupage cantonal de 2014 en France, cette circonscription administrative territoriale a disparu, et le canton n'est plus qu'une circonscription électorale.

#### Rattachements électoraux
Pour les élections départementales, la commune est membre depuis 2014 du  canton de Thourotte
Pour l'élection des députés, elle fait partie de la sixième circonscription de l'Oise.

### Intercommunalité
Évricourt est membre de la communauté de communes du Pays des Sources, un établissement public de coopération intercommunale (EPCI) à fiscalité propre créé en 1997 et auquel la commune a transféré un certain nombre de ses compétences, dans les conditions déterminées par le code général des collectivités territoriales.

### Liste des maires
| Période                                  | Période                       | Identité       | Étiquette | Qualité              |
| ---------------------------------------- | ----------------------------- | -------------- | --------- | -------------------- |
| Les données manquantes sont à compléter. |                               |                |           |                      |
| mars 1989                                | juillet 2020                  | Alain Bonte    |           | Agriculteur retraité |
| juillet 2020                             | En cours (au 2 décembre 2021) | Michel Debonne |           |                      |

## Équipements et services publics

### Enseignement
Les enfants de la commune sont scolarisés avec ceux de Thiescourt et Cannectancourt dans le cadre d'un regroupement pédagogique intercommunal (RPI). L'école Marquecy d'Évricourt est dotée depuis 2021 d'un accueil périscolaire.

## Démographie
L'évolution du nombre d'habitants est connue à travers les recensements de la population effectués dans la commune depuis 1793. Pour les communes de moins de 10 000 habitants, une enquête de recensement portant sur toute la population est réalisée tous les cinq ans, les populations de référence des années intermédiaires étant quant à elles estimées par interpolation ou extrapolation. Pour la commune, le premier recensement exhaustif entrant dans le cadre du nouveau dispositif a été réalisé en 2007.

En 2022, la commune comptait 217 habitants, en évolution de −1,36 % par rapport à 2016 (Oise : +0,87 %, France hors Mayotte : +2,11 %).
| 1793 | 1800 | 1806 | 1821 | 1831 | 1836 | 1841 | 1846 | 1851 |
| ---- | ---- | ---- | ---- | ---- | ---- | ---- | ---- | ---- |
| 213  | 216  | 233  | 228  | 240  | 237  | 215  | 210  | 204  |

| 1856 | 1861 | 1866 | 1872 | 1876 | 1881 | 1886 | 1891 | 1896 |
| ---- | ---- | ---- | ---- | ---- | ---- | ---- | ---- | ---- |
| 201  | 203  | 211  | 181  | 166  | 154  | 146  | 146  | 134  |

| 1901 | 1906 | 1911 | 1921 | 1926 | 1931 | 1936 | 1946 | 1954 |
| ---- | ---- | ---- | ---- | ---- | ---- | ---- | ---- | ---- |
| 117  | 132  | 119  | 93   | 103  | 89   | 86   | 89   | 93   |

| 1962 | 1968 | 1975 | 1982 | 1990 | 1999 | 2006 | 2007 | 2012 |
| ---- | ---- | ---- | ---- | ---- | ---- | ---- | ---- | ---- |
| 104  | 117  | 105  | 148  | 188  | 199  | 209  | 210  | 201  |

| 2017 | 2022 | - | - | - | - | - | - | - |
| ---- | ---- | - | - | - | - | - | - | - |
| 224  | 217  | - | - | - | - | - | - | - |

## Culture locale et patrimoine

### Lieux et monuments

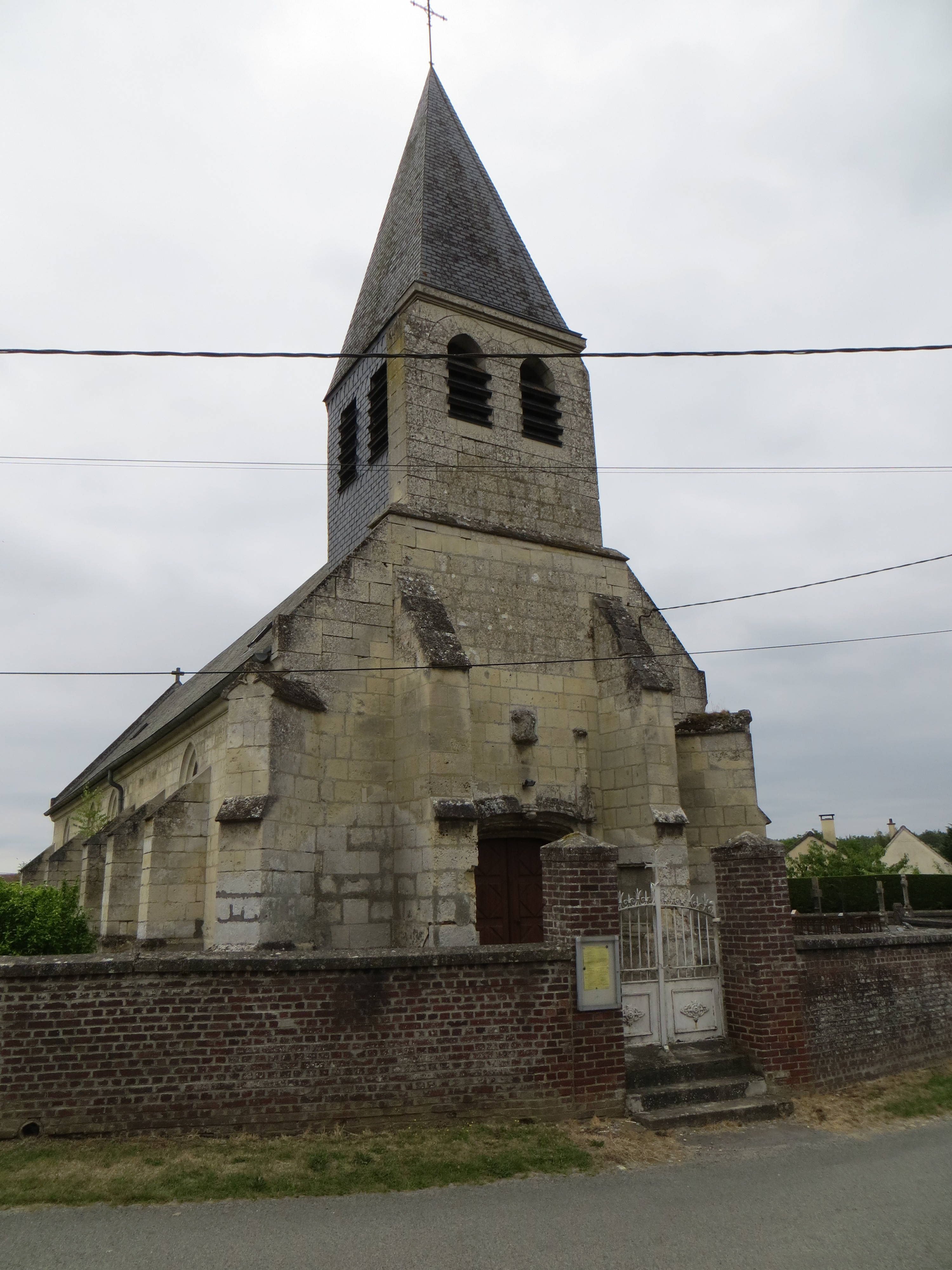
Église Saint-Sulpice

- Église Saint-Sulpice, partiellement détruite pendant la Première Guerre mondiale et réparée à l'identique, datedu XVIe siècle
L’intérieur dispose d'un mobilier complet, en pierre et plâtre moulé, de style néo-roman ou composite, très richement orné, ainsi qu'une sainte Catherine en bois, XVIe siècle[32]
- L'arbre de la liberté, un marronnier  planté en 2021 aux abords de l’école d’Évricourt[33].

### Personnalités liées à la commune
- En 1246, Guillaume Muideblé, écuyer, est seigneur de Dive-la-Franche et donne à l'Abbaye Notre-Dame d'Ourscamp une muiée de terre nommée : le Champ Soibert, contigüe au marais de Larbroye[19].

### Héraldique
| Blason de Évricourt | Blason  | D'azur à l'arbre au naturel.                     |
| Blason de Évricourt | Détails | Le statut officiel du blason reste à déterminer. |